# Brazils Lanzenotter
Brazils Lanzenotter (Bothrops brazili) ist eine Vipernart aus der Unterfamilie der Grubenottern und zählt zur Gattung der Amerikanischen Lanzenottern (Bothrops).

## Merkmale
Bothrops brazili erreicht eine Gesamtlänge von selten mehr als 100 cm (max. 161 cm). Der Kopf ist kantig, länglich, bei Aufsicht dreieckig geformt und deutlich vom Hals abgesetzt. Das Auge besitzt eine bei Lichteinfall vertikal geschlitzte Pupille. Der Körper weist einen kräftigen Körperbau sowie eine braune bis rötlich-braune Grundfärbung auf. Es sind 17 bis 18 schwarzbraune Winkelflecken entlang der Körperseiten erkenntlich. Diese Winkelflecken können über der Rückenmitte miteinander verschmelzen. Die Bauchseite ist relativ dunkel. Ober- und Unterlippenschilde und Schnauze sind hell. Zwischen Auge und Mundwinkel kann ein schwach ausgeprägter Schläfenstreifen erkenntlich sein. Der Giftapparat besteht aus seitlich des Schädels befindlichen Giftdrüsen (spezialisierte Speicheldrüsen) und im vorderen Oberkiefer befindlichen, beweglichen Fangzähnen (solenoglyphe Zahnstellung).

### Pholidose
Die Pholidose (Beschuppung) zeigt folgende Merkmale:
- 7 Oberlippenschilde (Supralabialia),
- Scuta ocularia
  - 2 Vorderaugenschilde (Scuta präocularia),
  - 2 Hinteraugenschilde (Scuta postocularia),
- 7 bis 8 Schuppen zwischen den Oberaugenschilden (kopfoberseits),
- 27 Reihen gekielter Rumpfschuppen (Scuta dorsalia),
- 180 (Männchen) bis 181 (Weibchen) Bauchschilde (Scuta ventralia) und
- 50 (Weibchen) bis 59 (Männchen) Unterschwanzschilde (Scuta subcaudalia).

## Systematik
Die Erstbeschreibung erfolgte durch den brasilianischen Herpetologen Alphonse Richard Hoge. Mit dem Artepitheton ehrte er den Mediziner Vital Brazil (Gründer des Instituto Butantan). Es werden keine Unterarten für Bothrops brazili aufgeführt.

## Verbreitung
Das Verbreitungsgebiet umfasst innerhalb Südamerikas Areale in Venezuela, Guyana, Surinam, Französisch-Guyana, Kolumbien, Brasilien (Pará, Amazonas, Rondônia, Mato Grosso), Ecuador, Peru und Bolivien. Die besiedelten Biotope werden von feuchttropischen und bewaldeten Ökosystemen dargestellt. Bothrops brazili kann sich bei Lebensraumverlust durch Entwaldung nicht an neue Umgebungsbedingungen anpassen. Die Art kommt regional sympatrisch mit Bothrops atrox (Gewöhnliche Lanzenotter), Bothrops bilineatus (Grüne Jararaca), Bothrops taeniatus und Bothrocophias hyoprora vor.

## Lebensweise
Bothrops brazili führt eine weitgehend bodenbewohnende und nachtaktive Lebensweise. Zumeist werden Individuen im Laub des Waldbodens angetroffen. Zum Beutespektrum zählen in erster Linie Nagetiere. Jungschlangen ernähren sich vor allem von kleinen Echsen. Die Fortpflanzung erfolgt durch Ovoviviparie, also ei-lebendgebärend.

## Schlangengift
Das Giftsekret von Bothrops brazili enthält Fibrinogenasen. Weiterhin sind möglicherweise Cytotoxine, Hämorrhagine (blutgefäßschädigende Metalloproteasen) und Myotoxine enthalten. Es sind kaum klinische Berichte verfügbar. Als signifikante Symptome einer Intoxikation nach Giftbiss durch Bothrops brazili sind lokale Schwellung, Blasenbildung, Nekrose, Koagulopathie und Blutungen nicht auszuschließen. Es stehen diverse Antivenine, etwa 'Polyvalent Antivenom' (Instituto Clodomiro Picado, Costa Rica) oder 'Soro antibotropico-laquetico' (Instituto Butantan, Brasilien), für eine Therapie zur Verfügung.